# Juan de Zúñiga Flores
Juan de Zúñiga Flores (zm. 20 grudnia 1602) – hiszpański duchowny katolicki. Od 23 stycznia 1600 roku do śmierci był biskupem Cartageny oraz wielkim inkwizytorem Hiszpanii (od 29 lipca 1602 roku aż do śmierci).
Juan de Zúñiga Flores w 1594 roku na polecenie króla Filipa II nadał nowe statuty Uniwersytetowi w Salamance, które wprost zezwalały na wykładanie teorii heliocentrycznej na tym uniwersytecie.